# Ferrovia Milano-Chiasso
La ferrovia Milano-Chiasso è una linea ferroviaria che collega Milano alla cittadina svizzera di Chiasso, toccando Monza, Lissone, Seregno e attraversando da sud a nord la città di Como.
Il tratto Milano-Monza (in parte coincidente con l'originario tracciato della ferrovia Milano-Monza, seconda ferrovia più antica in Italia) è percorso anche dai treni per Lecco e Bergamo ed è a 4 binari.
La linea ferroviaria è gestita da Rete Ferroviaria Italiana che la qualifica come fondamentale.

## Storia

### Il progetto Bruschetti
(Giuseppe Bruschetti, Progetto della strada di ferro da Milano a Como - 1836)
| Tratta         | Inaugurazione     |
| -------------- | ----------------- |
| Milano–Monza   | 17 agosto 1840    |
| Monza–Camnago  | 1º ottobre 1849   |
| Camnago–Albate | 6 dicembre 1849   |
| Albate–Como    | 27 luglio 1875    |
| Como–Chiasso   | 28 settembre 1876 |

Il primo progetto di una linea ferrata in Lombardia venne presentato nel 1836 dall'ingegner Giuseppe Bruschetti e da Giovannino Volta, figlio dell'inventore comasco Alessandro Volta. Il percorso avrebbe dovuto collegare Milano a Como in modo diretto, di modo tale da avvicinare le due città per fini commerciali ma anche per fini turistici, in quanto il lago di Como era già meta ambita per gli abitanti del capoluogo lombardo.

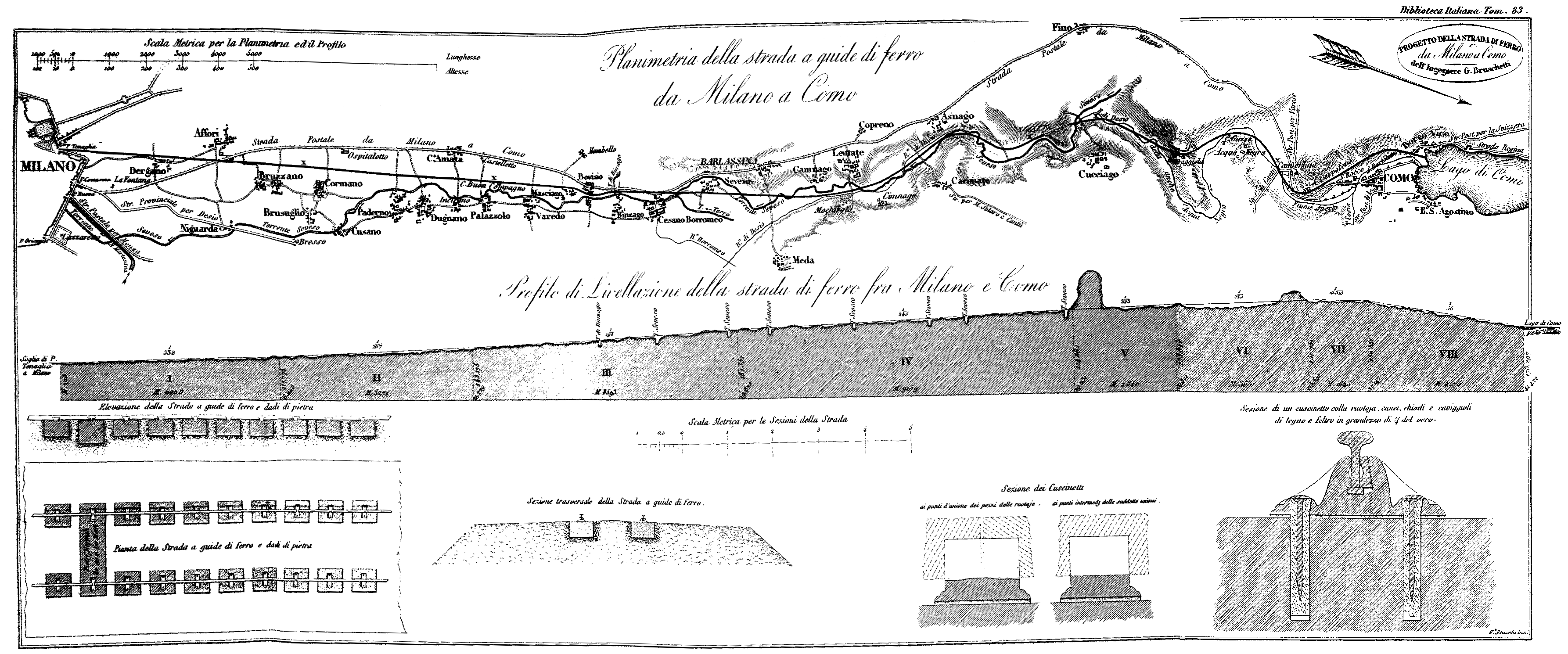
Riproduzione del progetto Bruschetti della linea Milano-Como (1836). Da Biblioteca Italiana, Volume 83, Agosto 1836, Allegato

L'obiettivo era quello di affiancare alla strada postale che collegava Milano a Como, la cosiddetta Comasina, un collegamento ferroviario in grado di velocizzare i tempi di percorrenza. Il capolinea milanese si sarebbe collocato in posizione centrale, presso Porta Tenaglia. La linea avrebbe poi raggiunto Affori e sarebbe proseguita secondo il percorso dell'attuale linea Milano-Asso, fino a Camnago, per proseguire secondo l'attuale percorso, discostandosi dalla strada postale ma seguendo il corso della valle del Seveso, per poi raggiungere Como in località Camerlata. Da Camerlata, il tracciato avrebbe raggiunto il lago per San Giovanni, terminando il proprio percorso nei pressi dell'area attualmente occupata dallo stadio Giuseppe Sinigaglia.
Il progetto, nonostante fosse stato approvato dalle autorità austriache, non prende forma e non verrà costruita la linea così come indicato, anche se un collegamento simile esiste tuttora, sfruttando le linee S4 e S11 del sistema ferroviario suburbano milanese.

### Il progetto Sarti della linea Milano-Monza
Frattanto, sulla base del progetto dall'ingegnere milanese Giulio Sarti, alla fine degli anni Trenta del XIX secolo, l'imperatore Ferdinando I d'Austria, concesse ”il privilegio per la costruzione di una strada a rotaie di ferro da Milano a Monza” alla ditta Holzhammer di Bolzano i. Il privilegio (così si chiamava la concessione nel linguaggio burocratico imperiale) per la costruzione tardò a venire, perché il governo imperiale teneva molto di più alla realizzazione di linee ferrate a carattere militare. Il privilegio fu firmato solo alla fine del 1838, mentre l'affidamento alla ditta Holtzhammer di Bolzano avvenne solo alla fine del 1839.

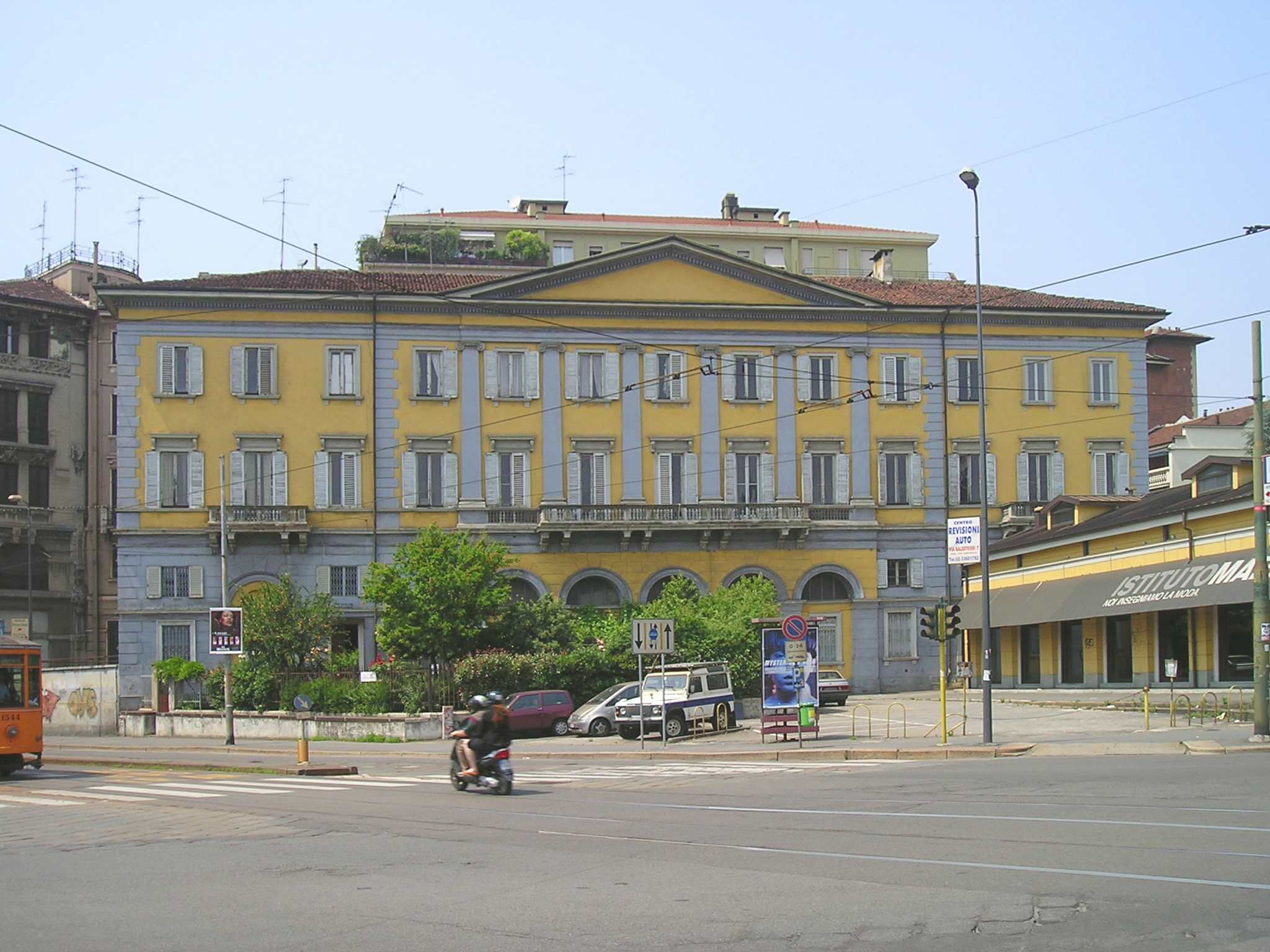
La stazione di Milano (1840)

La ferrovia, definita Imperiale Privilegiata Strada Ferrata da Milano a Monza fu inaugurata il 17 agosto del 1840. 
Il primo treno percorse i 13 km del tragitto in soli 17 minuti con una velocità di 46 km all'ora. Negli anni successivi alle prime due locomotive Milano e Lombardia si aggiunsero anche la Brianza, la Monza e la Lambro. I prezzi dei biglietti in lire austriache erano: 1,5 lire la prima classe, 1 lira la seconda e 75 centesimi la terza.
Vennero effettuate 4 corse giornaliere di andata e ritorno, presto salite a 6 con una percorrenza di circa 20 minuti. Le stazioni di arrivo e partenza si trovavano fuori dalla Porta Nuova di Milano e a Monza; era prevista una fermata intermedia a Sesto San Giovanni.
La linea pose le premesse per lo sviluppo industriale della zona: presto attorno a Sesto San Giovanni iniziarono ad apparire le prime industrie e le Poste approfittarono subito del servizio ferroviario per l'inoltro della corrispondenza fino a quel momento affidata alle corriere a cavalli. L'esercizio non fu privo di inconvenienti in quanto le prime due locomotive si dimostrarono poco affidabili e subirono seri guasti. Il successo della ferrovia viene tuttavia dimostrato dai passeggeri trasportati: al 31 dicembre dello stesso anno erano già più di 150.000.
Sulla linea Milano-Monza venne attuato il primo servizio regolare con automotrici elettriche ad accumulatori a cura della concessionaria Rete Mediterranea.

### Prolungamento verso Como

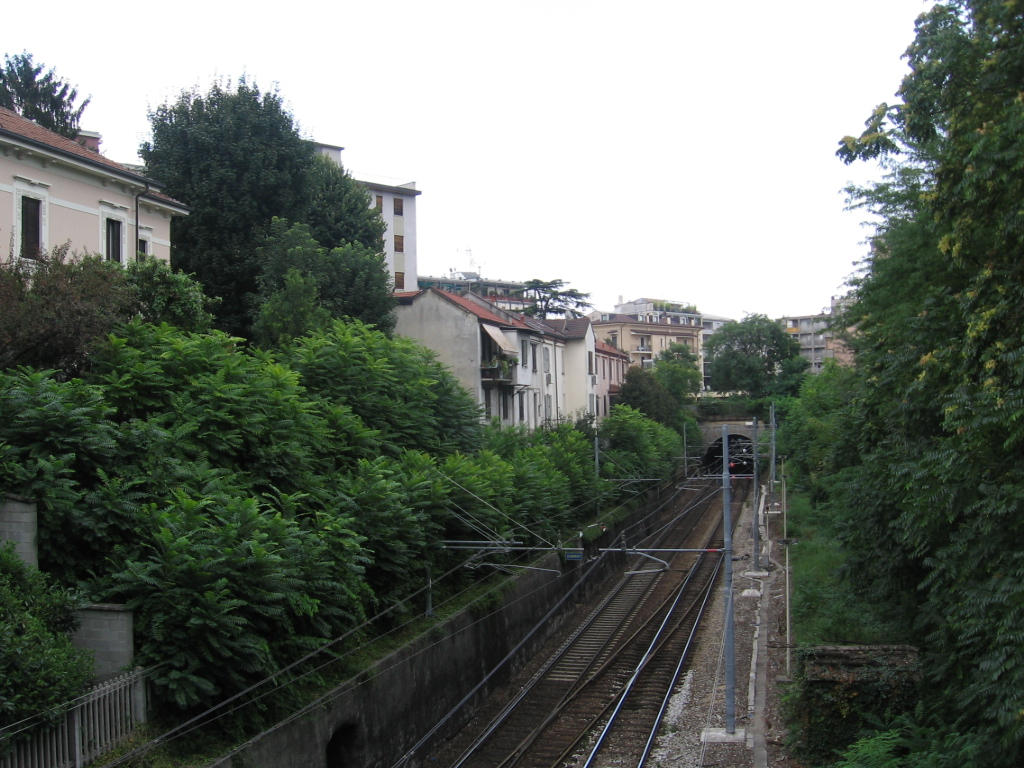
La ferrovia Milano-Chiasso nel tratto in trincea subito dopo il tunnel che passa sotto il centro di Monza.

Negli anni successivi vi fu la decisione di prolungare la linea verso Bergamo. Tuttavia il progetto fu ridimensionato e si decise di assegnare dei privilegi per la prosecuzione della ferrovia da Monza a Como.
Il 10 ottobre 1849 fu inaugurato il tratto Monza-Camnago, mentre Camerlata fu raggiunta il 6 dicembre. La linea fu completata in epoca post-unitaria: il collegamento tra Como e Milano avvenne infatti nel 1875.

### Sviluppi recenti
Nel 1939 la linea fu elettrificata, a corrente continua alla tensione di 3 kV.
Nel maggio 1963 venne attivato il tronco fra Milano Greco Pirelli e Milano Porta Garibaldi, comprendente la galleria Mirabello.
Nella seconda metà degli anni sessanta del XX secolo, a causa dell'aumento del traffico nella tratta più prossima a Milano, dove convergevano anche i treni da Lecco e Bergamo, si decise di quadruplicare la tratta da Milano a Monza. Il quadruplicamento venne attivato nel 1971 e comprese anche la costruzione della nuova stazione di Sesto San Giovanni, attivata nel 1969

### La galleria Monte Olimpino 2
Il tratto più critico della linea era la rampa di Camerlata, posta immediatamente a sud della stazione di Como San Giovanni, che richiedeva una locomotiva di spinta in coda da Como rispettivamente da Albate per i treni merci provenienti dalla Svizzera o da Milano.
Per evitare le complicazioni d'esercizio, nel 1982 venne approvata la costruzione di una galleria a doppio binario, battezzata Monte Olimpino 2, che dalla stazione di Chiasso evitasse l'attraversamento di Como, reimmettendosi sulla linea esistente poco a nord della fermata di Cucciago, creando un nuovo bivio chiamato "Bivio Rosales".
I lavori di costruzione durarono alcuni anni. Il costo complessivo fu di 158 miliardi di lire italiane. Questa somma era composta da 112 miliardi di lire, versate dalla controparte italiana, ai quali si aggiunsero i quaranta milioni di franchi svizzeri corrisposti da quella svizzera e i 8,5 milioni di ECU provenienti dalla Comunità Europea. La nuova linea, dedicata principalmente al traffico merci, fu aperta all'esercizio il 28 maggio 1989 e inaugurata il 19 giugno seguente.

## Caratteristiche
La linea ferroviaria è a doppio binario elettrificato a 3000 volt corrente continua. Lo scartamento ferroviario adottato è quello standard a 1435 mm.
È attrezzata con SCMT nella totalità del percorso. Da Desio al confine di Stato (via galleria Monte Olimpino 2) è attrezzata anche con ERTMS/ETCS L2, mentre da Como S. Giovanni al confine di Stato è attrezzata anche con ERTMS/ETCS L1.
L'esercizio è regolato dal Dirigente Centrale Operativo del Posto Centrale di Milano Greco Pirelli.

### Percorso
| Continuation backward |

| Unknown route-map component "BHF+GRZq" |

| Unknown route-map component "GRZq" + Restricted border on track |

| Unknown route-map component "tSTRc2" | Unknown route-map component "tSTR3+la" | Unknown route-map component "ABZgr" |  |  |

| Unknown route-map component "tSTR+1" | Unknown route-map component "tSTRc4" | Enter and exit tunnel |  |  |

| Unknown route-map component "tSTR" |  | Unknown route-map component "eABZgl" | Unknown route-map component "exCONTfq" |  |

| Unknown route-map component "tSTR" |  | Station on track |  |  |

| Unknown route-map component "tSTR" | Unknown route-map component "uexkSTRc2" | Unknown route-map component "emkKRZ3+lu" | Unknown route-map component "uexCONTfq" |  |

| Unknown route-map component "tdSTR" | Unknown route-map component "c" | Unknown route-map component "cd" + Unknown route-map component "uexkvSTR+1-" | Unknown route-map component "vSTR+lo-STR" | Unknown route-map component "cSTRq" | Unknown route-map component "CONTfq" | Unknown route-map component "cd" |

| Unknown route-map component "tdSTR" + Unknown route-map component "uexCONTgq" | Unknown route-map component "uexTBHFxe" | Unknown route-map component "emdKRZu" | Unknown route-map component "emdKRZu" | Unknown route-map component "uexcSTRq" | Unknown route-map component "uexCONTfq" | Unknown route-map component "cd" |

| Unknown route-map component "tvSTR-" | Unknown route-map component "d" | Unknown route-map component "vBHF" |  |  |

| Unknown route-map component "tvSTR-" + Unknown route-map component "lCONTg@Fq" | Unknown route-map component "d" + Unknown route-map component "v-STRr" | Unknown route-map component "ev-SHI2g+r" |  |  |

| Unknown route-map component "tSTR" |  | Non-passenger station/depot on track |  |  |

| Unknown route-map component "tSTR2" | Unknown route-map component "tSTRc3" | Unknown route-map component "ABZgl" | Unknown route-map component "CONTfq" |  |

| Unknown route-map component "tSTRc1" | Unknown route-map component "tSTR2+4e@f" + Unknown route-map component "RAq" | Unknown route-map component "SKRZ-Au" + Unknown route-map component "STRc3" |  |  |

| Unknown route-map component "STRc1" | Unknown route-map component "ABZg+4" |  |

| Unknown route-map component "HSTeBHF" |

| Enter and exit tunnel |

| Small bridge over water |

| Small bridge over water |

| Small bridge over water |

|  |  | Straight track | Unknown route-map component "uexSTR+l" | Unknown route-map component "uexCONTfq" |

|  | Unknown route-map component "HSTeBHF" | Unknown route-map component "uexKBHFe" |

| Small bridge over water |

| Small bridge over water |

| Station on track |

| Small bridge over water |

| Station on track |

| Unknown route-map component "CONTgq" | Unknown route-map component "LSTRq" + Unknown route-map component "STR2+r" | Unknown route-map component "ABZgr" + Unknown route-map component "STRc3" |  |  |

| Unknown route-map component "STRc1" | Unknown route-map component "KRZl+4o" | Unknown route-map component "CONTfq" |

| Unknown route-map component "CONTgq" | Unknown route-map component "ABZg+r" |  |

| Station on track |

|  | Unknown route-map component "ABZgl" | Unknown route-map component "CONTfq" |

| Unknown route-map component "uexCONTgq" | Unknown route-map component "emKRZo" | Unknown route-map component "uexCONTfq" |

| Unknown route-map component "uexLSTR+l" | Unknown route-map component "emKRZo" | Unknown route-map component "uexCONTfq" |

| Unknown route-map component "uexLSTRl" | Unused transverse waterway + Station on track | Unknown route-map component "uexCONTfq" |

| Unknown route-map component "HSTeBHF" |

| Unknown route-map component "eHST" + Unknown route-map component "lCSTRa@g" |

| Unknown route-map component "tCSTRe" |

|  | Unknown route-map component "d" + Unknown route-map component "tSHI1r" | Unknown route-map component "vSTR+lg-" + Unknown route-map component "vSTR+lf-" | Unknown route-map component "dvCONTfq" |

| Unknown route-map component "c" + Unknown route-map component "PORTALg" | Unknown route-map component "vBHF" | Unknown route-map component "c" |

| Unknown route-map component "exvSTR-" + Unknown route-map component "vÜWBr" |

| Unknown route-map component "dRAq" | Unknown route-map component "vSKRZ-Ao" | Unknown route-map component "dRAq" |

| Unknown route-map component "dRAq" | Unknown route-map component "vSKRZ-Au" | Unknown route-map component "dRAq" |

| Unknown route-map component "vBHF" |

| Unknown route-map component "evBHF" |

| Unknown route-map component "vBHF" |

|  | Unknown route-map component "d-STR+l" | Unknown route-map component "v-SHI2gr" + Unknown route-map component "lvMKRZu@f" + Unknown route-map component "-STRq" | Unknown route-map component "v-STR+rf" + Unknown route-map component "vSHI4l-" + Unknown route-map component "vSTRl-" | Unknown route-map component "vSHI4+r-" + Unknown route-map component "STR2+r" | Unknown route-map component "dSTRc3" |

| Unknown route-map component "CONTgq" | Unknown route-map component "SPLer" + Transverse track | Transverse track + Unknown route-map component "dKRZu" | Unknown route-map component "vKRZu" | Unknown route-map component "dSTR+r" + Unknown route-map component "dSTRc1" | Unknown route-map component "dSTR+4" |

|  |  | Unknown route-map component "dSTR" | Unknown route-map component "dSTR+l-" + Unknown route-map component "d-STR+l" | Unknown route-map component "vSTR" + Unknown route-map component "lvMKRZu@g" + Unknown route-map component "STRq-" + Unknown route-map component "vSTR+rf-STR+lf" | Unknown route-map component "dSTR+r-" + Unknown route-map component "dSTR" + Unknown route-map component "d-STR+r" + Unknown route-map component "dSTRc2" | Unknown route-map component "dSTR3" |

|  |  | Unknown route-map component "vSHI2g+l-" | Unknown route-map component "v-SHI2g+r" | Unknown route-map component "dABZg+1" | Unknown route-map component "dSTRc4" |

| Unknown route-map component "+c" | Unknown route-map component "c" + Unknown route-map component "lCSTRa@f" | Unknown route-map component "xv-SHI2gr" |  | Unknown route-map component "vSTR-" + Unknown route-map component "v-STRlg+lf" | Unknown route-map component "dvCONTfq" |

| Unknown route-map component "cd" | Unknown route-map component "c" + Unknown route-map component "tCSTRe" | Unknown route-map component "exv-STR" |  | Unknown route-map component "vSTR" + Unknown route-map component "lvDSTRa" |

| Unknown route-map component "tSTRc2" | Unknown route-map component "d" + Unknown route-map component "tSTR3" | Unknown route-map component "exkABZg23" | Unknown route-map component "d" | Unknown route-map component "c" + Unknown route-map component "lDBHF(r)" | Unknown route-map component "c" + Unknown route-map component "vKBHFe" + Unknown route-map component "lhvSTR(r)q" | Unknown route-map component "lDBHF(l)" |

| Unknown route-map component "d" + Unknown route-map component "tSTR+1" | Unknown route-map component "d" + Unknown route-map component "exkkABZ+1l" | Unknown route-map component "d" + Unknown route-map component "tSTRc4" | Unknown route-map component "exKRZ+xk14" + Unknown route-map component "exSTR+r" + Unknown route-map component "exSTR2+r" | Unknown route-map component "exkABZq+4" + Unknown route-map component "exlBHF~L" + Unknown route-map component "exSTRc3" | Unknown route-map component "exCONTfq" + Unknown route-map component "exlBHF~R" |

| Unknown route-map component "tdSTR" | Unknown route-map component "exdSTR" | Unknown route-map component "c" | Unknown route-map component "exSTR+c1" | Unknown route-map component "exSTRl+4-" + Unknown route-map component "exlv-BHF@G" | Unknown route-map component "cd" |

| Unknown route-map component "tvSTRe-" + Unknown route-map component "exv-STR" | Unknown route-map component "tvSTR+l-" + Unknown route-map component "exv-STR" | Unknown route-map component "tCONTfq" |  |

| Unknown route-map component "vBHF-KBHFxa" | Unknown route-map component "tdBHF" | Unknown route-map component "exdSTR" |  |  |

| Unknown route-map component "tdCONTgq" | Unknown route-map component "vKRZt" | Unknown route-map component "tdSTRr" | Unknown route-map component "exvSTR-" |  |  |

| Unknown route-map component "dvCONTgq" | Unknown route-map component "vSTRr" | Unknown route-map component "d" | Unknown route-map component "exvSTR-" |  |  |

| Unknown route-map component "exBHF" | Unknown route-map component "d" |

| Unknown route-map component "exKBHFe" | Unknown route-map component "d" |

| Continuation backward |

| Unknown route-map component "CONTgq" | Unknown route-map component "exhSTRa@f" + Unknown route-map component "xABZgr" |  |

| Unknown route-map component "RP2q" + Unknown route-map component "exhSTRe@f" |

| Unknown route-map component "exWBRÜCKE1" |

| Unknown route-map component "exKDSTe" |

Il tracciato della linea non segue un percorso rettilineo diretto Sud-Nord, ma effettua una lieve deviazione ad est per raggiungere Monza e poi attraversare la Brianza centrale, arrivando nell'area canturina e poi in quella comasca e ticinese.
Il capolinea sud è posto presso la stazione di Milano Centrale. Oltrepassata la linea di cintura, si giunge alla stazione di Milano Greco Pirelli dove vi è il congiungimento con la linea proveniente da Lecco e diretta alla stazione di Milano Porta Garibaldi, utilizzata però anche dai treni provenienti da Como-Chiasso. Il tratto urbano della linea si snoda tra costruzioni di vecchia e recente costruzione, come l'area della Bicocca.
Tra la stazione di Milano Greco Pirelli e quella di Monza, la linea "Chiasso" è affiancata dalla linea "Lecco", con la sede ferroviaria che ospita quattro binari. Lo scenario urbano è quello dell'ambiente industriale con grossi edifici dedicati al terziario e capannoni di aziende storiche, come ad esempio la Falck di Sesto San Giovanni, ora dismessa, che fa da sfondo alla stazione della cittadina milanese. Poco prima dell'ingresso nel piazzale della stazione monzese, la linea per Lecco scavalca con un sovrappasso la linea per Chiasso portandosi quindi ad oriente di questa.
La linea prosegue con due binari verso ovest in una galleria urbana nel territorio di Monza e prosegue in trincea nel capoluogo brianzolo fino al confine con Lissone dove torna in superficie. Oltrepassata la superstrada Milano-Lecco, la linea tocca Desio e una serie di capannoni per lo stoccaggio di materiali industriali collegati alla linea ferroviaria per il trasporto merci su rotaia. Si giunge poi a Seregno, dove la linea è affiancata dal binario tronco per Bergamo sulla destra e invece a sinistra vi è la diramazione per Saronno e Novara.
La linea continua a nord e dopo aver scavalcato la linea Milano-Asso la incontra nuovamente però alla diramazione di Camnago. Dopo un percorso ininterrotto tra case e fabbriche, nel tratto comasco segue il percorso della valle del Seveso, in mezzo al verde e alla natura dell'alta Brianza.
Si raggiungono le stazioni di Carimate, quella di Cantù-Cermenate (posta in località Asnago) e quella di Cucciago, per poi arrivare a Como. Prima della stazione di Albate-Camerlata vi è il Bivio Rosales che da un lato conduce direttamente a Chiasso passando attraverso la galleria Monte Olimpino 2, inaugurata il 19 giugno 1989 per aggirare in modo migliore lo scalo di Como San Giovanni, affrontando con pendenze più favorevoli questo tratto impegnativo senza ricorrere alle spinte in coda con maglia sganciabile la ripida rampa nei dintorni di Sant'Abbondio, dall'altro lato il bivio conduce al posto di movimento di Albate e quindi alla nuova stazione di Como Camerlata, attivata il 13 giugno 2021 in corrispondenza dell'omonima stazione della linea FN.
Ad Albate la linea si congiunge alla tratta ad unico binario per Lecco. Dopo la stazione di Como Camerlata, la linea incrocia e passa sotto la tratta per Como Lago delle FN in zona Val Mulini, a poca distanza dall'autosilo e dal vecchio ospedale Sant'Anna, per poi costeggiare la parte montuosa ad est della convalle di Como, per poi giungere alla stazione di Como San Giovanni. Dopo la stazione di Como, attraversato un breve tratto in galleria in località Monte Olimpino, la linea si ricongiunge alla tratta del Bivio Rosales e oltrepassata la dogana giunge in territorio elvetico a Chiasso.
Note al diagramma di tracciato
- le progressive della linea "Lecco", che collega Milano Porta Garibaldi a Milano Greco Pirelli, sono distinte fra parentesi;
- la progressiva chilometrica del tronco Monza-Chiasso segue quella della linea "Chiasso".

## Traffico

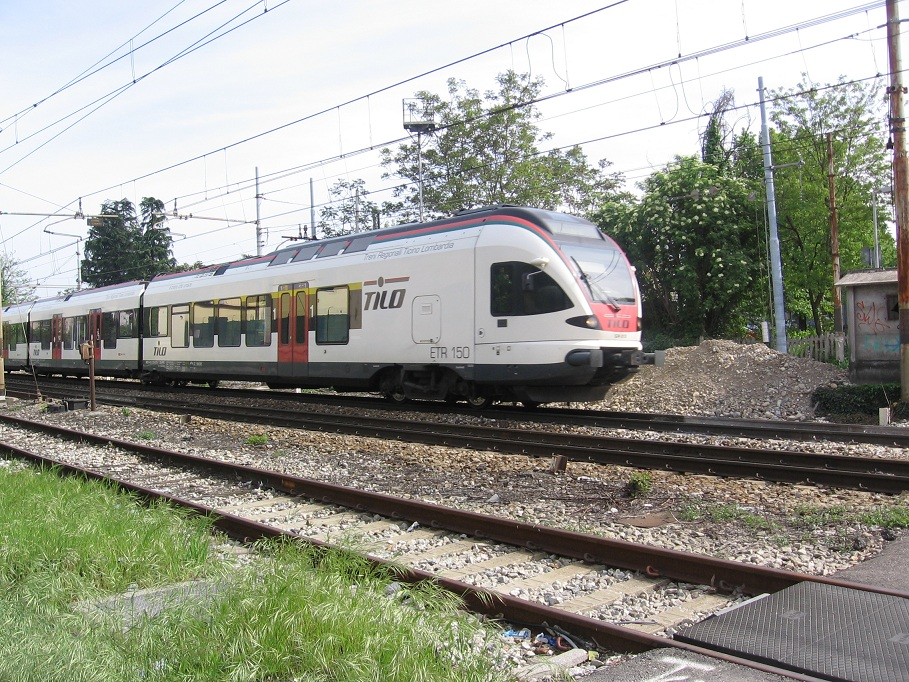
Un ETR 150 della società Ti.Lo. in uscita dalla stazione di Seregno diretto verso Como, il 28 aprile 2012.

La linea viene utilizzata da numerose società ferroviarie per il trasporto merci con la Svizzera.
Per quanto riguarda il traffico passeggeri, essa è utilizzata dai treni suburbani della linea S11 che collegano Chiasso alla stazione di Milano Porta Garibaldi (prolungati fino a Rho nei giorni lavorativi escluso il sabato) e dalla linea S9 del servizio ferroviario suburbano di Milano, che utilizza il tratto da Seregno fino all'immissione con la linea di cintura di Milano. Presso la stazione di Camnago-Lentate si trova il capolinea settentrionale della linea S4 (i cui treni si trovano in coincidenza con la S11 sia per Milano che per Chiasso), che utilizza il raccordo Camnago-Seveso della ferrovia Milano-Asso e fornisce un collegamento con la stazione di Milano Cadorna e le linee Ferrovienord. Per agevolare il traffico ferroviario tra la Brianza e la città di Milano, nel 2006 sono stati introdotti biglietti e abbonamenti integrati che consentono di viaggiare con un unico titolo di viaggio sui treni LeNord e sui treni Trenitalia.
I treni suburbani S11 Chiasso-Milano Porta Garibaldi circolano con cadenza semioraria, tranne dalle 5 alle 6 del mattino. Le S9 invece circolano a cadenza semioraria. I treni RegioExpress (RE) di TiLo che collegano il Canton Ticino, Chiasso e Como alla Stazione Centrale di Milano sono a cadenza oraria e effettuano solo le fermate principali (Monza, Seregno, Como Camerlata, Como S.Giovanni).
Nel dicembre 2008 il servizio sulla linea è tornato a Trenitalia. In precedenza era gestito da TiLo - Treni Regionali Ticino Lombardia.
Con l'entrata in vigore del nuovo orario ferroviario invernale 2009, il servizio venne trasferito alla società Trenitalia LeNord (poi diventata Trenord), nata dalla fusione della Divisione passeggeri regionale di Trenitalia con LeNord.
La linea è percorsa dagli Eurocity per Zurigo, Lucerna e Basilea, effettuati dalle Ferrovie Svizzere con RABe 501 e Trenitalia con Etr610